# Dizionario dei telefilm
Il Dizionario dei telefilm è un dizionario enciclopedico che contiene tutte le serie televisive italiane e straniere andate in onda in Italia nell'arco di quasi cinquant'anni. Fu pubblicato dall'editore Garzanti per la prima volta nel 2001, a cura di Leopoldo Damerini e Fabrizio Margaria.
Il 29 aprile 2004 uscì, in occasione dei cinquant'anni della televisione italiana, la seconda edizione, che raccoglie oltre 1.800 schede di serie televisive.
Da allora il dizionario non viene più ristampato.

## Edizioni
- Fabrizio Margaria e Leopoldo Damerini, Dizionario dei telefilm, prefazione di Aldo Grasso, 1ª ed., Milano, Garzanti, 2001, ISBN 88-11-74000-2.
- Fabrizio Margaria e Leopoldo Damerini, Dizionario dei telefilm, 2ª ed., Milano, Garzanti, 2004, ISBN 88-11-60024-3.